# Jahja Omar
Jahja Omar (1997. szeptember 9. –) egyiptomi válogatott kézilabdázó, a Paris Saint-Germain Handball jobbátlövője.

## Pályafutása

### Klubcsapatokban
Pályafutását hazájában, a Zamalek csapatában kezdte. A 2018-2019-es szezonban bajnoki címet, valamint 2018-ban és 2019-ben afrikai Szuperkupát, 2017-ben, 2018-ban és 2019-ben Bajnokok Ligáját nyert a csapattal. A 2019-2020-as idény előtt szerződtette a David Davis irányította Telekom Veszprém csapata.
A 2019-2020-as szezonban SEHA-liga-győztes lett a bakonyi klubbal, amellyel a Bajnokok Ligájában a Final Fourban a későbbi győztes THW Kieltől szenvedett vereséget. 2021-ben Magyar Kupát nyert a csapattal, amellyel 2025 nyaráig szóló szerződéshosszabbítást írt alá. 2023-ban és 2024-ben magyar bajnok lett. 2023 nyarán bejelentették, hogy a 2024–2025-ös szezontól a francia bajnok Paris Saint-Germain Handball játékosa lesz.

### A válogatottban
Az egyiptomi válogatottal szerepelt a 2017-es és a 2019-es világbajnokságon. Utóbbi tornán 30 gólt szerzett a 8. helyen végző egyiptomi csapatban. A 2021-re halasztott 2020. évi nyári olimpiai játékokon a negyedik helyen végző egyiptomi válogatott egyik legjobbja volt, 38 góljával hatodik helyen végzett a góllövőlistán és bekerült a torna All-Star csapatába is.